# Hittite (langue)
Pour les articles homonymes, voir Hittite.
Le hittite est une langue anatolienne autrefois parlée par le peuple hittite.

## Description
La langue hittite est la principale langue anatolienne parlée par le peuple hittite. Elle est généralement rattachée à la famille des langues indo-européennes. Quelques linguistes, notamment Edgar H. Sturtevant et Warren Cowgill (en), estiment qu'elle ne serait pas issue du proto-indo-européen mais que les deux familles anatolienne et indo-européenne auraient divergé d'un ancêtre commun, appelé parfois indo-hittite (en) (selon Edgar Howard Sturtevant (1875-1952)).
Le hittite est attesté dans des textes écrits en écriture cunéiforme et, dans une moindre mesure, dans des textes hiéroglyphiques. Il nous est essentiellement connu à partir de près de 30 000 tablettes cunéiformes et fragments de tablettes conservés dans les archives de Hattusa, capitale de l'Empire hittite à la fin de l'âge du bronze, non loin de l’actuelle Boğazkale en Turquie. La plupart des tablettes sont datées entre 1400 et 1200 av. J.-C.
Le nom de cette langue, baptisée en référence à la Bible avant son déchiffrement de 1915 par Bedřich Hrozný, soulève des problèmes, car le peuple hittite utilisait plusieurs langues. Leur langue principale, qu'ils indiquaient dans leurs textes à l'aide du mot nesili, était ce que l'on appelle aujourd'hui la langue hittite. Il s'agissait de la langue parlée dans la région de la capitale originelle, Kültepe (Nesa/Nesha), également appelée Kanesh. Il aurait donc été plus pertinent de l'appeler nésique ou nésite. Pour éviter toute confusion, on parle parfois de hittite-nésique, ou hittite-nésite.
Les textes hittites, cependant, utilisaient également d'autres langues :
- le louvite, luwili, une autre langue anatolienne. La quasi-totalité des textes en hiéroglyphes sont en louvite ;
- le hatti, hattili, langue non indo-européenne correspondant à la langue parlée avant l'invasion indo-européenne de l'Anatolie ;
- le palaïte, langue indo-européenne peu attestée par les textes ;
- le hourrite (hurrili), correspondant à la langue parlée à l'est et au sud de l'Anatolie ;
- le babylonien, babilili, dialecte de l'akkadien. Outre le fait que cette langue est utilisée dans les documents diplomatiques tels que les traités internationaux et la correspondance entre le souverain hittite et ses voisins, le babylonien apparaît également dans un groupe de textes religieux décrivant des fêtes et des rituels originaires de Babylonie.

Le mot hittite aurait dû s'appliquer à la langue hatti, mais le choix du nom de la langue ayant eu lieu avant le déchiffrement, il s'applique à la langue nésite.
Le hittite était l'une des principales langues anatoliennes. Elle a remplacé la langue hattie, de type agglutinant, qui était utilisée à l'écrit auparavant. La langue hattie est un substrat de la langue hittite, les emprunts lexicaux ont été particulièrement importants dans les domaines culturel et surtout religieux. La langue hattie, bien que morte, continua à être utilisée en tant que langue liturgique (à la manière du latin dans l'Europe médiévale et moderne) jusqu'à la chute de l'empire hittite vers 1200 av. J.-C.

## Code
Elle est étiquettée « hit » dans l'étiquette d'identification de langues IETF.

#### Linguistiques
- Linguistique
  - Liste de langues
    - Langues par famille
      - Langues indo-européennes
        - Langues anatoliennes
- Italo-celtique

#### Quelques spécialistes
- Louis Joseph Delaporte (1874-1944)
- Eugène Cavaignac (1876-1969)
- Emmanuel Laroche (1914-1991)
- Muhibbe Darga (1921-2018)
- Liste d'hittitologues renommés (de)